# Моленшар
Моленша́р (фр. Molinchart) — коммуна во Франции, находится в регионе Пикардия. Департамент коммуны — Эна. Входит в состав кантона Лан-1. Округ коммуны — Лан.
Код INSEE коммуны — 02489.

## Население
Население коммуны на 2010 год составляло 317 человек.
| 1962 | 1968 | 1975 | 1982 | 1990 | 1999 | 2010 |
| ---- | ---- | ---- | ---- | ---- | ---- | ---- |
| 234  | 236  | 201  | 223  | 271  | 276  | 317  |

## Экономика
В 2010 году среди 217 человек трудоспособного возраста (15—64 лет) 169 были экономически активными, 48 — неактивными (показатель активности — 77,9 %, в 1999 году было 76,9 %). Из 169 активных жителей работали 159 человек (85 мужчин и 74 женщины), безработных было 10 (6 мужчин и 4 женщины). Среди 48 неактивных 16 человек были учениками или студентами, 22 — пенсионерами, 10 были неактивными по другим причинам.